# حوكمة عالمية
الحوكمة العالمية هي الانتقال نحو التعاون السياسي بين ممثلي المؤسسات عبر الأوطان، وتسعى الحوكمة العالمية إلى نقاش حلول القضايا التي تؤثر على أكثر من دولة أو منطقة. تميل مؤسسات الحوكمة العالمية -مثل الأمم المتحدة ومحكمة العدل الدولية والبنك الدولي وغيرها- لامتلاك سلطة محدودة تجبر الشركاء فيها على الالتزام بالقوانين والاستجابة لها. تشمل الحوكمة العالمية عددًا من الدول والمنظمات الدولية بحيث تملك إحدى الدول دورًا قياديًا أكبر من غيرها. تندرج الحوكمة العالمية ضمن سياق العولمة وعولمة أنظمة السلطة: سياسيًا واقتصاديًا وثقافيًا. وفي استجابة لتسارع نمو الاتكال الدولي، سواءً بين المجتمعات البشرية ذاتها وبين البشر والمحيط الحيوي، صُيغ مصطلح «الحوكمة العالمية» ليشير إلى عملية وضع القوانين والأحكام على مقياس عالمي.

## تعريف
يُستخدم مصطلح الحوكمة العالمية بشكل واسع للإشارة إلى جميع الأحكام الهادفة إلى تنظيم ومركزة الجماعات البشرية وفقًا لمقياس عالمي. يعرّف منتدى الحوكمة العالمية الجديدة المصطلح كالتالي: «إدارة كوكب الأرض بصورة جماعية».
تقليديًا، رُبطت كلمة حكومة بمصطلح «الحُكم» أو بالسلطة السياسية أو المؤسسات، وبالتالي، بالسيطرة. بينما تدل كلمة حوكمة على العملية التي تخوضها المؤسسات بهدف تنسيق العلاقات الاجتماعية المستقلة والتحكم بها، وامتلاك القدرة على تنفيذ القرارات. في المقابل، استخدم مؤلفون آخرون أمثال جيمس روسيناو مصطلح «حوكمة» للدلالة على تنظيم العلاقات عبر الأوطان في ظلّ غياب السلطة السياسية الشاملة، مثلما الحال في النظام الدولي. يتحدث البعض الآن عن تنمية وتطوير «سياسة عامة عالمية».
عرّف عادل نجم –وهو من درّس هذا الموضوع في مدرسة باردي للدراسات العالمية ضمن جامعة بوسطن –الحوكمة العالمية ببساطة كالتالي: «إدارة العمليات والإجراءات العالمية في ظل غياب حكومة عالمية». وفقًا لتوماس جي. ويس، فالحوكمة العالمية –التي قد تكون جيدة أو سيئة أو معتدلة –تشير إلى إجراءات حلّ القضايا بشكل تعاوني وملموس، وتشمل معظم تلك الإجراءات، وبشكل متزايد، عددًا من المنظمات الأخرى بالإضافة إلى الأمم المتحدة، مثل الأمانات الدولية وغيرها من الهيئات غير الحكومية. بمعنى آخر، يشير مصطلح الحوكمة العالمية إلى الطريقة التي تُدار عبرها العلاقات الدولية والعالمية.

### الاستعمال
تعود محاولات التنسيق بين الحكومات لصياغة السياسة إلى العصور القديمة، لكن البحث الشامل عن صيغٍ فعالة من أجل التنسيق والتعاون الدوليين بدأ عقب نهاية الحرب العالمية الأولى. فتأسست بعض المنظمات التي لا تزال موجودة حتى يومنا خلال فترة ما بعد الحرب. من بين المفكرين الذين قدموا إسهامات كبرى في فترة النقاشات المتعلقة بأهداف وأشكال الحكم والتنسيق السياسي: جاي. إم كينيس وكتابه «العواقب الاقتصادية للسلام» وجي. كاسل وأعماله حول تنمية النظام المالي الدولي في فترة ما بعد الحرب.
شكّل انهيار الاتحاد السوفياتي عام 1991 علامة فارقة، وأدى إلى انتهاء حقبة طويلة من التاريخ الدولي القائم على سياسة توازن القوى. ومنذ وقوع هذا الحدث التاريخي، دخل كوكبنا في مرحلةٍ من التفكك الجيوستراتيجي. فمثلًا، لا يزال نموذج الأمن الوطني قائمًا ضمن عددٍ من الحكومات، لكنه يُستبدل تدريجيًا بالوعي الجماعي الناشئ الذي يمتد ويتوسع خارج الإطار المحدود الذي يفرضه الأمن الوطني.
شهد العالم في تسعينيات القرن الماضي، أي في فترة ما بعد الحرب الباردة، بروز نموذجٍ قائمٍ على عدد من القضايا:
نمو فكرة العولمة بوصفها سمة بارزة، وبالتالي ضعف الدول القومية، ما يشير إلى احتمال انتقال الأجهزة والهيئات التنظيمية إلى مستوى عالمي. ووفقًا لهذا النموذج، لم تعد القوانين فعالة على المستويين الوطني والإقليمي.
أصبحت العناصر الفاعلة غير الحكومية منخرطة بشدة عقب الحرب الباردة. ما ساعد في تسريع نمو الاقتصادات، وخلْقِ حلفاء لتلك العناصر التي عملت على توحيد الحكومات ومكاملتها عقب الانهيار الاقتصادي. أي استخدمت الحوكمة العالمية باعتبارها وسيلة لحل المشكلات بين الدول وخلق دليلٍ إرشادي يمنع اندلاع حرب باردة أخرى.
استشراء القضايا البيئية، والتي لاقت تأييدًا من جوانب عديدة خلال قمة الأرض. مثلّت قضايا القمة، المتعلقة بالمناخ والتنوع الحيوي، اتجاهًا جديدًا أصبح يُعبر عنه لاحقًا بالمصطلح «مشاعات عالمية».
شكوك الدول النامية، والمتزايدة، بخصوص المعايير والمؤسسات الدولية، فوجدت تلك الدول التي دخلت سوق الاقتصاد العالمي صعوبة في تقبّل امتلاك الدول الصناعية السلطة وتفضيل القرارات التي تلبي مصلحتها. أبدى المجتمع المدني أيضًا شكوكه، فاعتبر أن نظام الحوكمة العالمية الدولي أصبح وسيلة للوصول إلى السلطة، وهذا ما يتناقض مع مبادئه وإجراءاته. لهذين النوعين من الانتقادات أهدافٌ واعتقادات متناقضة، لكن أصحابهما التحقوا بنظام الحوكمة العالمية من أجل التصدي لهيمنة الدول المتطورة والمؤسسات الكبرى، ويتجلى ذلك، بشكل رمزي، في المؤتمر الوزاري لمنظمة التجارة العالمية عام 1999.

## التقنيات
بالإمكان تقسيم نظام الحوكمة العالمية إلى 4 مراحل:
1. وضع الأجندات
2. صناعة السياسات
3. التنفيذ والتطبيق
4. التقييم والمراقبة والتحكيم.

تكسب السلطات العالمية، مثل المنظمات والمجالس التعاونية الدولية، الاحترام والاعتبار بعدة طرق. وتُشتق السلطة من الوضع المؤسساتي والخبرة والسلطة الأخلاقية وبناء القدرات أو الاستحقاق الملموس.